# Плеханов Георгій Валентинович
Георгій Валентинович Плеханов (псевдонім Н. Бельтов та ін.; нар. 29 листопада (11 грудня) 1856, с. Гудаловка, нині Липецька область — пом. 30 травня 1918, Ялкала, Фінляндія, сучасне Іллічове, Ленінградська область) — російський теоретик і пропагандист марксизму, філософ, діяч російського і міжнародного соціалістичного рухів. Один із засновників РСДРП і газети «Искра».

## Початок революційної діяльності
Народився у родині відставного штабс-капітана Валентина Петровича Плеханова (1810—-1873) і Марії Федорівни Белинської (1832—-1881). У 1876 вступив до народницької організації «Земля і воля», учасник демонстрації біля Казанського собору 1876; після Воронезького з'їзду — організатор «Чорного переділу». З 1880 в еміграції. Засновник першої російської марксистської організації — групи «Звільнення праці» (1883).

## Теоретик РСДРП
Один з найбільших вождів соціал-демократичного руху в Росії і II Інтернаціоналу, входив до числа засновників РСДРП та газети «Іскра». Найголовніші заслуги Плеханова, окрім блискучого обґрунтування ролі робочого руху в Росії, відносяться до сфери пропаганди і розробки основних проблем марксизму у цілій низці праць і статей. Найбільш відомі його книги: «Соціалізм і політична боротьба», «Наші розбіжності», «До розвитку моністичного погляду на історію», «Beitrage zur Geschichte des Materialismus», «М. Р. Чернишевський» і збірки статей «За 20 років», «Критика наших критиків» та ін.
У другій половині 90-х р.р. XIX століття і на початку 1900-х р.р. Плеханов розгортає кампанію проти опортунізму «економістів» і теоретичної критики марксизму з боку Бернштейна і Струве. Разом з Леніним, Щеколдіним та іншими керує «Іскрою», а на II з'їзді РСДРП підтримує Леніна проти Мартова і Аксельрода.

## Меншовицький період
Після 2-го з'їзду РСДРП Плеханов розійшовся з Леніном і був довгий час одним з лідерів меншовицькою фракції соціал-демократичної партії Росії. Після московського грудневого повстання 1905 р. проголошує свою знамениту думку: «не потрібно було братися за зброю». В епоху реакції в Плеханові знову пробуджується революціонер, і в 1909—1911 р.р. він стає «співцем підпілля», одночасно ведучи ідейну боротьбу з антимарксистською філософією Богданова. У довоєнні роки Плеханов активно бере участь в Міжнародному соціалістичному бюро, виступаючи інколи з доповідями на міжнародних конгресах. У Першу світову війну — один з керівників групи «Єдність», що стояла на позиціях соціал-шовінізму.

## Плеханов у революціях і переворотах
У час революції 1905—1907 не міг приїхати до Росії. Вважав страйк несвоєчасним та таким, що призвів до непідготовленого, не підтриманого армією Грудневого повстання у Москві.
Лютнева революція дозволила повернутися до Росії після 37 років вигнання, Плеханов підтримував Тимчасовий уряд. Був проти «Квітневих тез» В. І. Леніна, назвавши їх «маренням».
До Жовтневого перевороту віднісся негативно, оскільки вважав, що за рівнем соціально-економічного розвитку Росія не готова до соціалістичної революції: «російська історія ще не змолола того борошна, з якого з часом буде випечений пшеничний пиріг соціалізму».
Застерігав, що захоплення влади «одним класом або — ще того гірше — однією партією» може мати сумні наслідки.
Мав фундаментальні роботи з філософії, соціології, естетики, етики, історії російської суспільної думки.
Помер 30 травня 1918 року в Теріокі, похований на «Мостках літераторів» Волкового кладовища у Санкт-Петербурзі.

## Плеханов про відмінність Русі Московської від Русі Київської
|  | Росія нібито коливається між Заходом і Сходом. Протягом московського періоду її історії її особливості порівняно з Заходом досягають значно більших розмірів, ніж протягом київського. |

Після монголо-татарської навали відбувається
|  | поступове зближення російського громадського побуту і ладу з побутом і ладом великих східних деспотій. |

## Адреси в Петрограді
1917 рік — прибутковий будинок А. Д. Дальберга і І. А. Кохендерфер — Кронверкський проспект, 67.

## Пам'ятні місця

### Назви
- Плеханово, Липецька область
- Плеханово, Ленінградська область
- Плеханова вулиця, м. Гайсин, Вінницька область
- Плеханова вулиця, м. Лубни, Полтавська область
- Автостанція Плеханова у місті Макіївка, знаходиться на однойменній вулиці у центрі міста

### Музеї
- Будинок-музей Г. В. Плеханова у Липецьку
- Будинок Плеханова у Санкт-Петербурзі

### Пам'ятники
- Пам'ятник перед будівлею Технологічного інституту у Санкт-Петербурзі (скульптори І. Я. Гинцбург, М. Я. Харламов, архітектор Я. Г. Гевірц). Відкритий 3 травня 1925 року.
- Бюст на території садиби Плеханових в Плехановому Липецької області.
- Пам'ятний знак роботи Ігоря Мазура в Плехановому Липецької області (2006 рік).

### Установи
- Російський економічний університет ім. Г. В. Плеханова